# 上海黄金交易所
上海黄金交易所（英語：Shanghai Gold Exchange，缩写：SGE），成立于2002年10月30日，是一家从事黄金、白银、铂等贵金属交易的交易所。上海黄金交易所是经中国国务院批准，由中国人民银行组建，是不以营利为目的的法人单位。2009年，上海黄金交易所现货黄金场内交易额全球第1，并一直是世界主要的黄金交易所之一。截至2011年底該所總交易額為4.44萬億元人民幣。2013年4月23日，上海黄金交易所的日交易量刷新历史最高记录，达到43吨。

## 历史
上海黄金交易所实行会员制组织形式，会员由在中华人民共和国境内注册登记，从事黄金白银、铂等贵金属业务的机构和企业法人组成。上海金交所有167家會員，包括25家境內金融類會員和8家外资金融类会员。2005年9月14日，上海黄金交易所深圳备份交易中心在深圳金融电子结算中心揭牌，该机构主要负责交易所异地数据备份，管理夜市拨号系统等。2011年12月起，根据相关文件，上海黄金交易所和上海期货交易所，是中国大陆仅有的两个可进行黄金交易的交易所（平台）。
2014年9月18日晚，上海国际黄金交易中心揭牌，标志着上海黄金交易所国际板正式开市，中国黄金市场对外开放迈出实质性一步。全国政协副主席、中国人民银行行长周小川到会致辞。2016年6月1日，重庆市政府与上海黄金交易所签署战略合作备忘录。
2018年9月20日，位于中国农业银行厦门市分行的上海黄金交易所指定仓库正式启用，成为上海黄金交易所在厦门地区唯一的指定仓库。2019年10月14日，上海黄金交易所上线纽约金延期产品。

## 概要
- 上海黄金交易所地址：上海市黄浦区河南中路99号
- 机构负责人：许罗德，2013年9月起担任理事长一职，原为中国银联总裁。
- 交易品种：黄金、白银、铂等贵金属

## 交易时间
周一至周五：
- 上午9:00-11:30
- 下午13:30-15:30
- 晚上21:00-2:30